# Theodor Abbetmeyer
Theodor Abbetmeyer  (auch: Theo Abbetmeyer) (* 21. September 1869 in Lüchow (Wendland); † 5. Januar 1944 in Northeim) war ein deutscher Lehrer, Schuldirektor, Buchautor und nationalsozialistischer Kulturjournalist.

## Leben
Geboren in Lüchow, durchlief Abbetmeyer eine pädagogische Ausbildung, bevor er 1889 als Lehrer in Loccum beschäftigt wurde. 1895 bestand er eine Rektoratsprüfung. Bei der Universität Hannover lässt sich ein „Theodor Abbetmeyer“ mit der Matrikel-Nummer 13819 nachweisen. Er studierte bei Johannes Doebber (* 28. März 1866; † 26. Januar 1921) und Richard Metzdorff (* 28. Juni 1844; † 4. April 1919) Komposition. Der unter der Adresse Egestorffstraße 4 in Linden wohnende „Herr Musiklehrer Th. Abbetmeyer" beabsichtigte 1904 "einen die gesamte Literatur des ein- bis dreistimmigen Solokunstliedes möglichst vollständig umfassenden und sie bewertenden Wegweiser herauszugeben“.
1911 wurde Theodor Abbetmeyer als Rektor einer Schule in Linden angestellt. 1924 gab Abbetmeyer den Beruf des Lehrers auf, wurde jedoch erst 1925 in den Ruhestand versetzt.
Ab 1904 schrieb Abbetmeyer als freiberuflicher Mitarbeiter für verschiedene Zeitschriften und Zeitungen. In der noch jungen Weimarer Republik veröffentlichte er 1921 ein Werk zur Faust-Thematik.
Der avantgardistischen Theater- und Künstlerszene der 1920er Jahre in Hannover begegnete der Ruheständler als entschiedener Gegner, er sah durch sie den „Untergang des Abendlandes“ heraufdämmern. Sein eigenes Kunstverständnis, seine reaktionären bzw. nationalsozialistischen Überzeugungen veröffentlichte er 1926 beispielhaft in seinem Werk über Richard Wagners Lohengrin unter dem Titel Das Gralsreich als Streiter wider den Untergang des Abendlandes. Der Lohengrin-Mythos im Anschluss an Richard Wagners »Lohengrin« neu beleuchtet.
Kurz vor seinem 60. Lebensjahr begann Abbetmeyer 1928 seine Studien unter anderem der Geschichte, der Musiktheorie und der Kunstgeschichte an der Universität Göttingen, die er 1931 mit seiner Dissertation abschloss: Zur Geschichte der Musik am Hofe in Hannover vor Agostino-Steffani 1636–1689. Ein Bild künstlerischer Kultur im 17. Jahrhundert.
Bereits zum 1. April 1932 trat Theodor Abbetmeyer in die NSDAP ein (Mitgliedsnummer 1.058.677). Im Jahr der „Machtergreifung“ durch die Nationalsozialisten wurde er 1933 „Gaufachberater für Tonkunst und Theater“ und in der von Gauleiter Bernhard Rust herausgegebenen Niedersächsischen Tageszeitung als hauptamtlicher Schriftleiter für die NS-propagierte Kulturpolitik angestellt.
Noch im selben Jahr veröffentlichte Abbetmeyer über den NS-Gau Süd-Hannover-Braunschweig sein Werk Über moderne Theater-Unkultur. Zur Enteignung des deutschen Theaters durch Marxismus und Bolschewismus. Mit besonderer Berücksichtigung der stadthannoverschen Verhältnisse und mit Richtlinien für den Aufbau wahrer deutscher Theater-Kultur.
Doch vollumfänglich vertrat Abbetmeyer die Politik der Nationalsozialisten offenbar nicht: 1935 wurde er wegen Abweichung von der Parteilinie aus allen NSDAP-Ämtern entlassen.
Der ehemalige Lehrer starb am 1. April 1944 in Northeim.

## Schriften (unvollständig)
- Richard-Wagner-Studien. Neue Untersuchungen über die Persönlichkeit und das Kulturwerk des Bayreuther Meisters (in Frakturschrift). Hahn, Hannover/Leipzig 1916.
- Paul Schwartzkopff, Ernst Köhler-Haußen, Theo Abbetmeyer: Zur Einführung in H. Stahn’s „Faustus redivivus“. Das Faustproblem heute. F. E. Bilz (m. a.), Dresden-Radebeul 1921.[1]
- Das Gralsreich als Streiter wider den Untergang des Abendlandes. Der Lohengrin-Mythos im Anschluss an Richard Wagners „Lohengrin“ neu beleuchtet. E. Kunter, Heilbronn 1926.
- Zur Geschichte der Musik am Hofe in Hannover vor Agostino-Steffani 1636–1689. Ein Bild künstlerischer Kultur im 17. Jahrhundert. Dissertation an der Universität Göttingen, 1931.
- Über moderne Theater-Unkultur. Zur Enteignung des deutschen Theaters durch Marxismus und Bolschewismus. Mit besonderer Berücksichtigung der stadthannoverschen Verhältnisse und mit Richtlinien für den Aufbau wahrer deutscher Theater-Kultur. NSDAP des Gaues Süd-Hannover-Braunschweig, Hannover 1933.
- Nikolaus von Kues im Spiegel des Idealismus. Zum 475. Todestag des Kusaners am 12. August 1939. G. Stehncken, Eschershausen 1991.